# Lithocarpus atjehensis
Lithocarpus atjehensis là một loài thực vật có hoa trong họ Fagaceae. Loài này được Hatus. ex Soepadmo mô tả khoa học đầu tiên năm 1970.